# 放浪者 (ボスの絵画)
『放浪者』（ほうろうしゃ、蘭: De marskramer、英: The Wayfarer）、または『行商人』（ぎょうしょうにん、英: The Pedlar）は、初期ネーデルラント絵画の巨匠ヒエロニムス・ボスが1500年ごろに板上に油彩で制作した絵画である。作品の主題には異論があり、多くの研究者はこの作品を『放蕩息子』（ほうとうむすこ、蘭: De Verloren Zoon、英: The Prodigal Son）と解している。本作はいくつかに分断された三連祭壇画の一部であった。現在、ロッテルダムのボイマンス・ヴァン・ベーニンゲン美術館に所蔵されている。

## 祭壇画

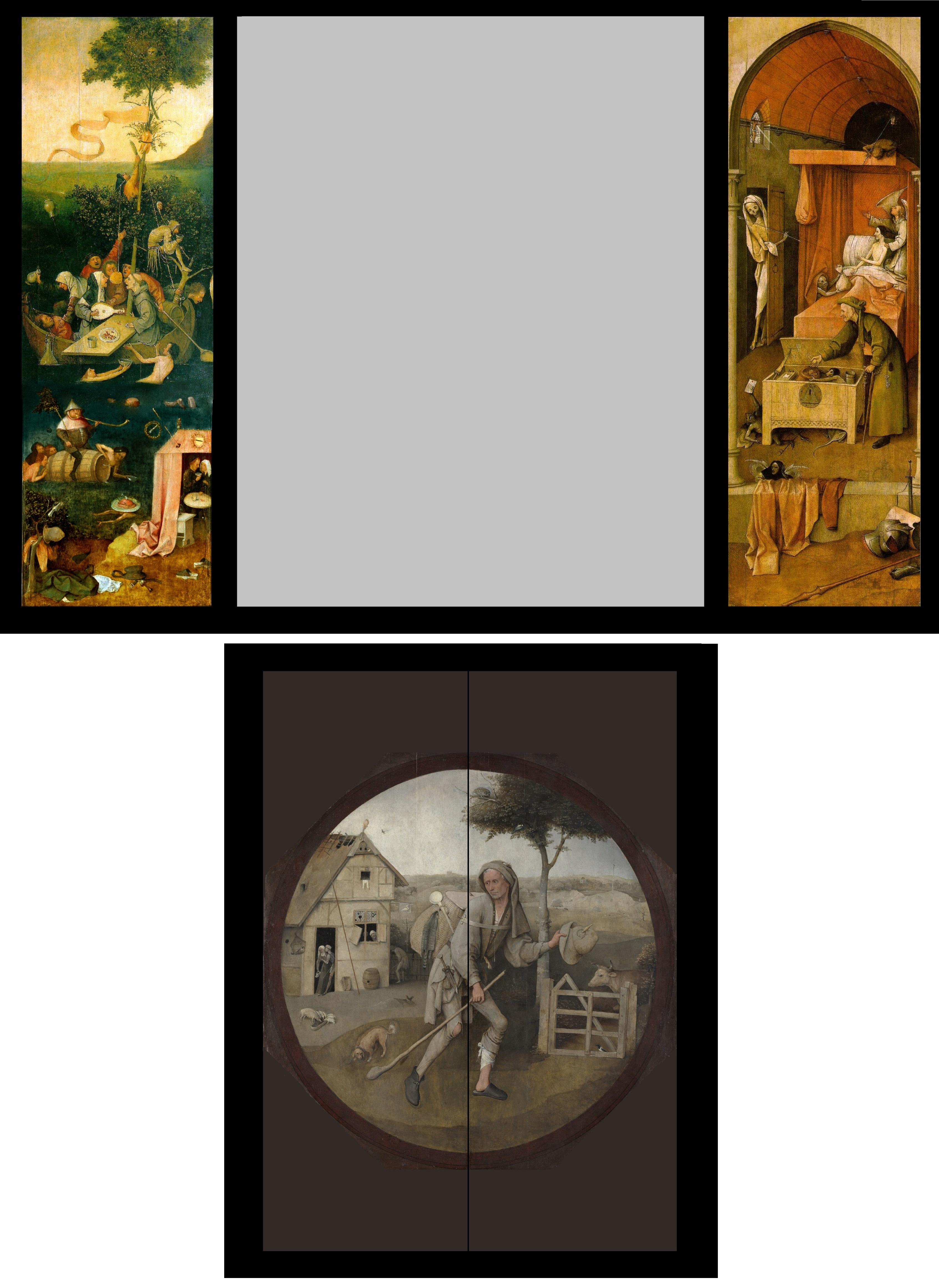
本来の三連祭壇画の再構築。左翼パネル上部は『愚者の船』で、下部は『大食と快楽の寓意』。右側パネルは『守銭奴の死』。下は『放蕩息子』で、左右両翼パネルの裏側 (失われた中央パネルの外翼パネル) であったのかもしれない。

本作は、『愚者の船』 (ルーヴル美術館)、『大食と快楽の寓意』(エール大学付属美術館) 、『守銭奴の死』(ワシントン・ナショナル・ギャラリー) とともに三連祭壇画を構成していた。事実、本作、『愚者の船』、『大食と快楽の寓意』、『守銭奴の死』は、同じ木から採られた板に描かれていることが明らかになっている。これらの作品はまた、左上から右下へと描き込まれた平行な線 (ハッチング線) においても共通している。おそらく左利きの画家ボスによる同じ線だと考えられる。
三連祭壇画の左翼パネルであった『愚者の船』と、右翼パネルであった『守銭奴の死』は放蕩と吝嗇の両極端を表していたのであろう。本作は本来、左右両翼パネルの裏側に描かれ、両翼パネルが閉じられた時に失われた中央パネルの外翼パネルになっていたのであろう。なお、一部の研究者が、三連祭壇画の中央パネルであったと考えている『カナの婚宴』は現存せず、古い複製だけがボイマンス・ヴァン・ベーニンゲン美術館に所蔵されている。

## 作品
本作が淡彩のような色調であるのは、両翼パネルを閉じた時の外翼パネルであったことを考えれば納得できる。当初は、『快楽の園』 (プラド美術館) のように矩形内に円形画を配した形式であったが、後年、その矩形の四隅を切って、八角形の円形画にされたのである。
画面の中央には、初老の放浪者ないし巡礼者が荷を背負い、杖と帽子を持って歩を進めながら、後ろを振り返っている。後方にはいかがわしい居酒屋があるが、彼は居酒屋から出てきたところではなく、その脇を通り過ぎるところである。居酒屋の窓からは、顔を出した女が放浪者を誘っている。この居酒屋の本性は、建物の横で立小便をしている男と入り口で抱き合っているカップルによって明白になっている。居酒屋は、世俗世界と悪魔一般を象徴している。放浪者の頭上の枯れ枝に止まっているフクロウもまた邪悪の象徴である。
放浪者は居酒屋の誘惑に負けるか、のどかなオランダの平原に続く門に進むのか、岐路に立っている。門と平原はイエス・キリストの象徴と見ることができる。「ヨハネによる福音書」 (10章:9節) でキリストは、「私は門である。私を通って入るものは救われ、また出入りし、牧草にありつくだろう」と述べている。居酒屋と門のどちらを選ぶかは、『守銭奴の死』における天使と悪魔の戦いの末同様に不確かである。だが、彼はほとんど憧れの眼差しで居酒屋を振り返っている。自分の足に合わない靴を履いている放浪者は人生の道を行く人物の象徴であり、善悪のはざまに生きる人間そのものである。
なお、本作の主題を「ルカによる福音書」が伝える「放蕩息子の帰還」と見なす研究者が少なくない。だが、作品に描かれている人物は若くはなく、罪深い現世をさまよう放浪者、巡礼者と見たほうがよいであろう。